# Antachara lignigera
Antachara lignigera är en fjärilsart som beskrevs av Walker 1865. Antachara lignigera ingår i släktet Antachara och familjen nattflyn. Inga underarter finns listade i Catalogue of Life.